# Perilampus dentatinotum
Perilampus dentatinotum is een vliesvleugelig insect uit de familie Perilampidae. De wetenschappelijke naam is voor het eerst geldig gepubliceerd in 1928 door Girault.